# Nausori
Nausori est une ville des Fidji, dans la province de Tailevu, qui compte 47 604 habitants lors du recensement de 2007, ce qui en fait la 4e ville du pays. Située à 19 km de Suva, elle sert d'aéroport à la capitale.